# Parco nazionale Biogradska gora
Il parco nazionale di Biogradska Gora è uno dei quattro parchi nazionali del Montenegro. Il nome deriva da quello della foresta omonima, una delle ultime foreste vergini d'Europa.
Il parco è situato nel territorio del comune di Kolašin nella parte centrale del paese e più precisamente nell'area montuosa della Bjelasica tra i fiumi Tara e Lim.

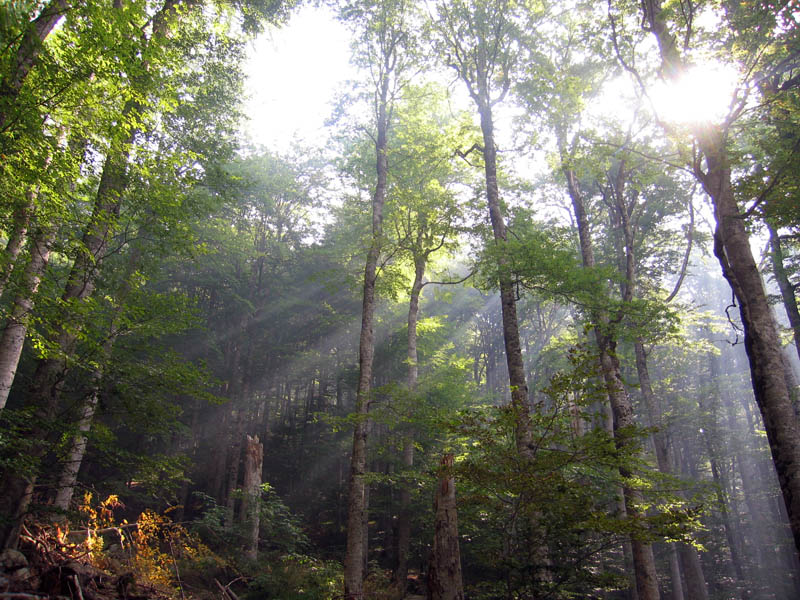
Foresta nella Biogradska Gora
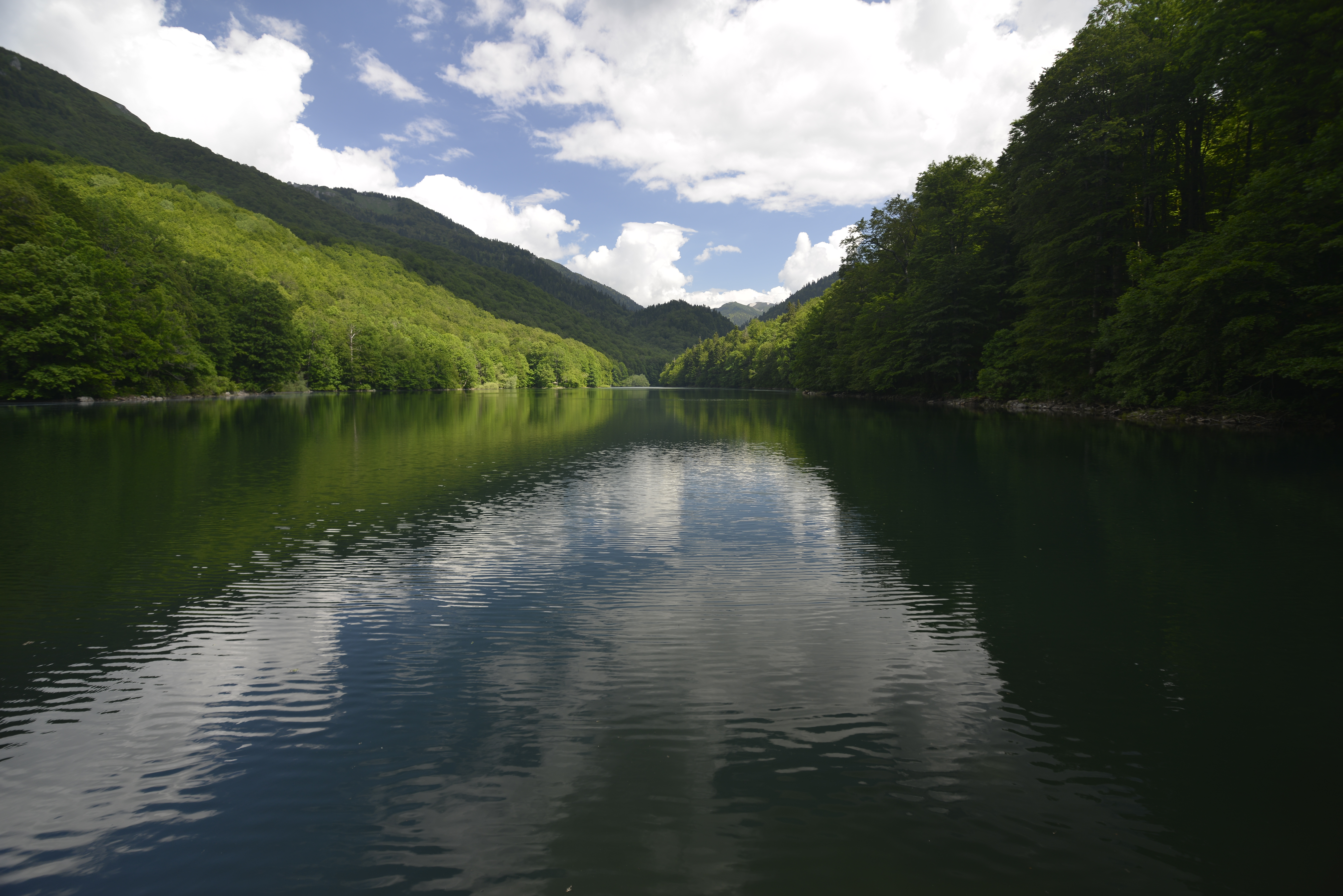
Lago Biogradsko jezero
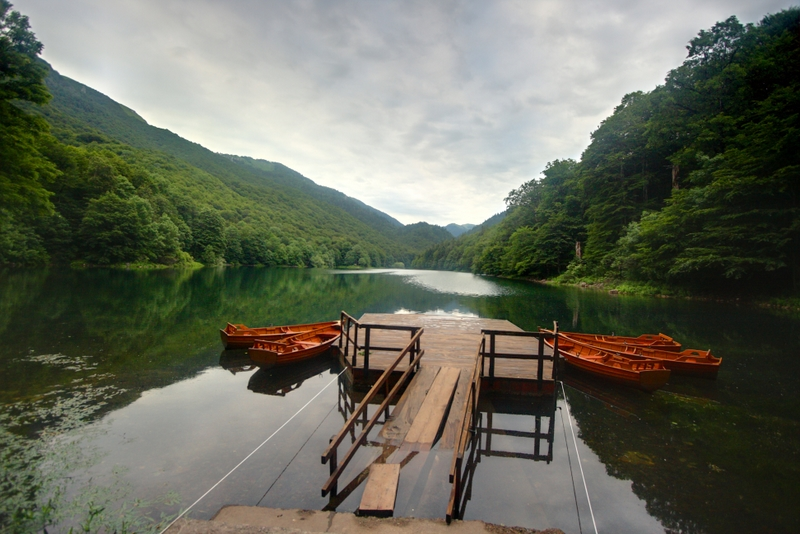
Barche a remi turistiche sul lago

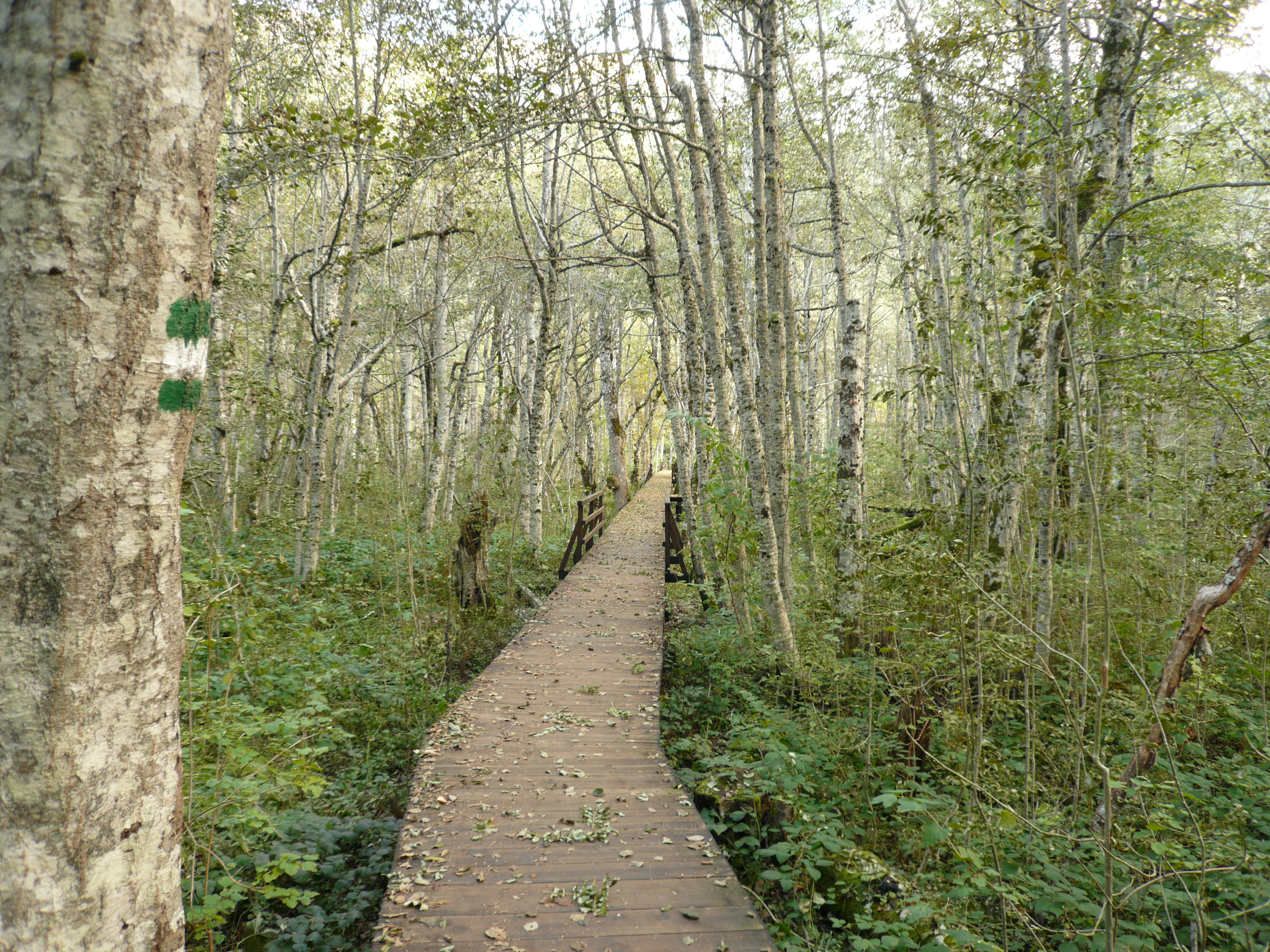
Sentiero escursionistico intorno al lago
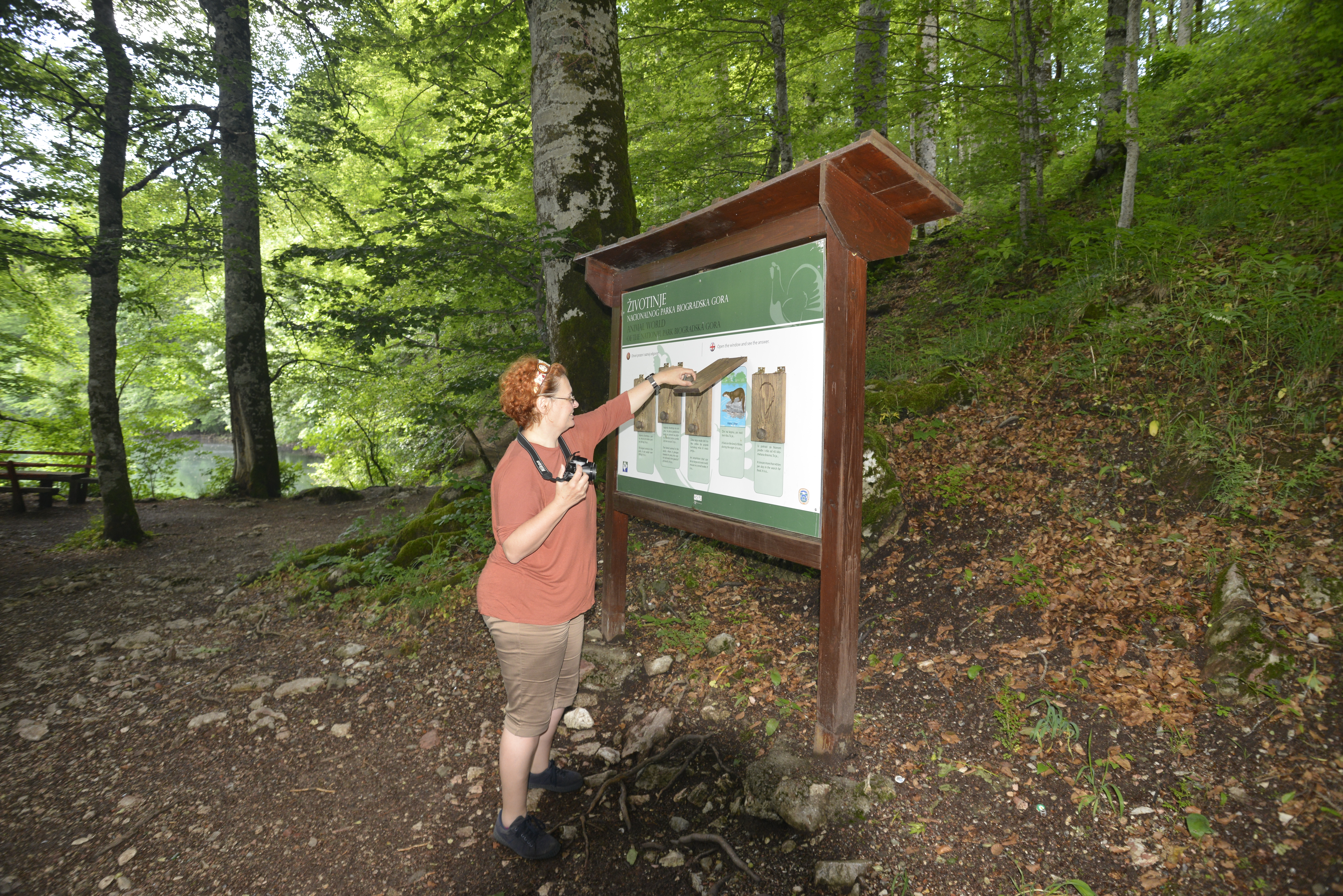
Tavole didattiche lungo il sentiero
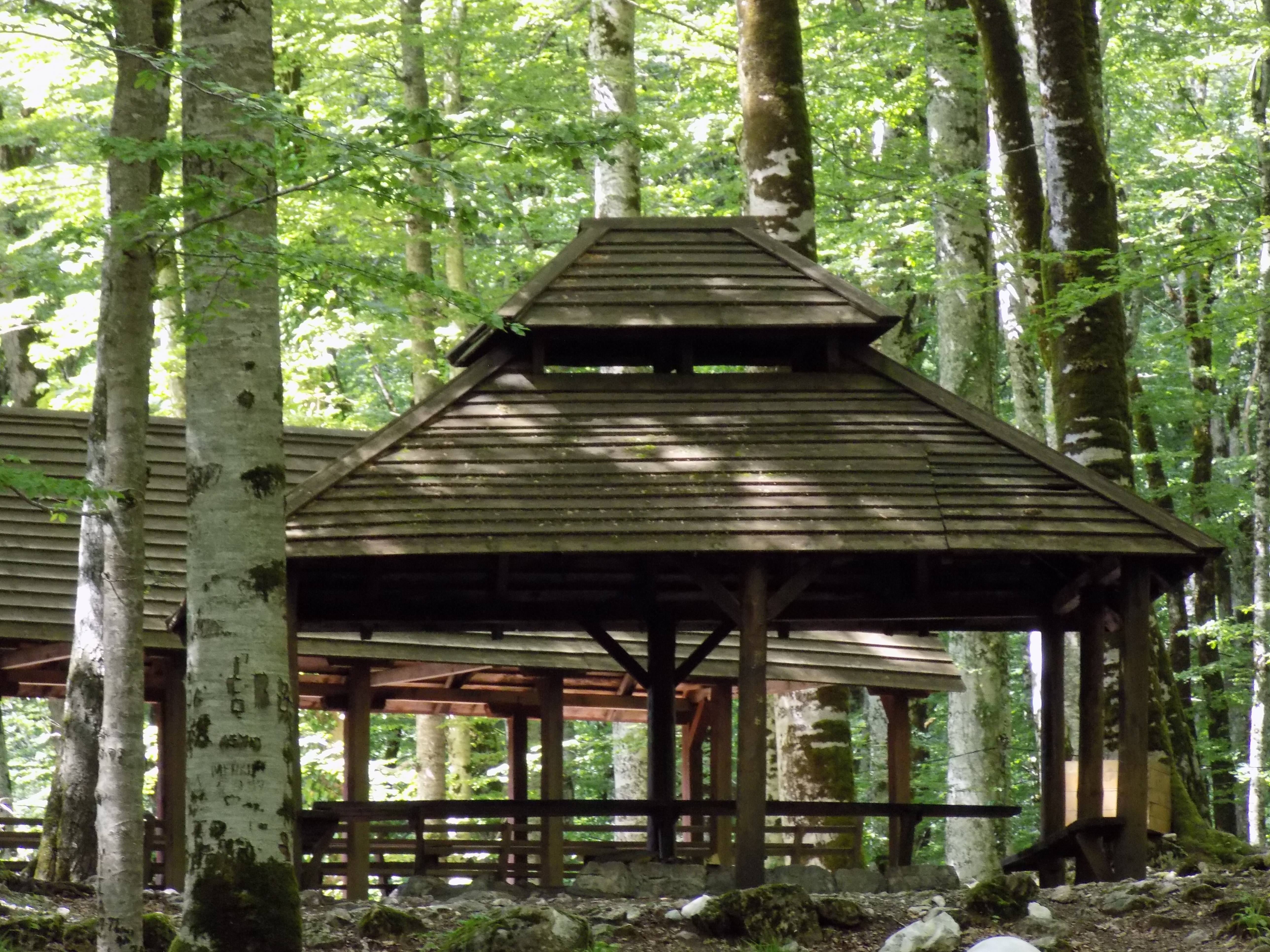
Gazebo in riva al lago